# Le donne ci tengono assai
Le donne ci tengono assai è un film del 1959 diretto da Antonio Amendola.

## Trama
Un nobile a causa dei suoi debiti è costretto a cedere il suo castello ad una donna molto ricca. Questioni contrattuali nella cessione del maniero e gli intrecci amorosi di vari personaggi, dopo una serie di equivoci provvederanno a sistemare le diatribe finendo nel migliore dei modi.